# Sirocco (film, 1951)
Pour les articles homonymes, voir Sirocco.
Pour plus de détails, voir Fiche technique et Distribution.
Sirocco est un film américain réalisé par Curtis Bernhardt, sorti en 1951, avec Humphrey Bogart, Märta Torén, Lee J. Cobb, Everett Sloane, Gerald Mohr et Zero Mostel dans les rôles principaux. Il s'agit d'une adaptation du roman Le Coup de grâce de l'écrivain français Joseph Kessel.

## Synopsis
En 1925, à Damas, lors de la grande révolte syrienne contre le mandat français, l'américain Harry Smith (Humphrey Bogart) pratique la contrebande d'armes à feux avec les rebelles syriens. 
Du côté français, face à la détérioration de la situation, le général LaSalle (Everett Sloane) ordonne l’exécution de civils en représailles à l'attaque de soldats français. Le colonel Feroud (Lee J. Cobb) le persuade d'annuler ce plan et entame des négociations avec le chef rebelle Hassan (Onslow Stevens). Mais ces dernières échouent.
En collaboration avec le major Leon (Gerald Mohr), Feroud entame alors une enquête afin d'identifier la filière par laquelle les rebelles se ravitaillent afin de remonter à Hassan. Il interroge différents commerçants susceptibles de pratiquer la contrebande avec les rebelles. Harry fait alors la connaissance de Violetta (Märta Torén), la maîtresse de Feroud. Plus tard, il est dénoncé par Balukjian (Zero Mostel). Informé, Harry tente alors de fuir au Caire et emmène avec lui Violetta qui souhaite elle aussi échapper à Feroud et quitter la Syrie.
Cependant, Harry manque de se faire capturer par une patrouille française et doit renoncer à son plan d'évasion, ayant perdu son argent dans sa fuite. Sans moyens, il est dénoncé et termine devant le colonel Feroud qui lui demande son aide en échange de sa vie. Pour échapper à l'exécution, Harry accepte d'aider Feroud et une rencontre avec Hassan est organisé.

## Fiche technique
- Titre en français : Sirocco
- Titre original : Sirocco
- Réalisation : Curtis Bernhardt
- Assistant réalisateur : Earl Bellamy
- Scénario : A.I. Bezzerides et Hans Jacoby d'après le roman Le Coup de grâce de Joseph Kessel
- Photographie : Burnett Guffey
- Musique : George Antheil, Ernest Gold et Morris Stoloff
- Montage : Viola Lawrence
- Décors : Robert Priestley
- Direction artistique : Robert Peterson
- Producteur : Robert Lord
- Société de production : Santana Pictures Corporation
- Société de distribution : Columbia Pictures
- Pays de production : États-Unis
- Format : Noir et blanc
- Genre cinématographique : Film noir
- Durée : 98 minutes
- Date de sortie :
  - États-Unis : 12 juin 1951
  - France : 19 septembre 1951

## Distribution
- Humphrey Bogart : Harry Smith
- Märta Torén : Violetta
- Lee J. Cobb : Colonel Feroud
- Everett Sloane : Général LaSalle
- Gerald Mohr : Major Leon
- Zero Mostel : Balukjiaan
- Nick Dennis : Nasir Aboud
- Onslow Stevens : Emir Hassan

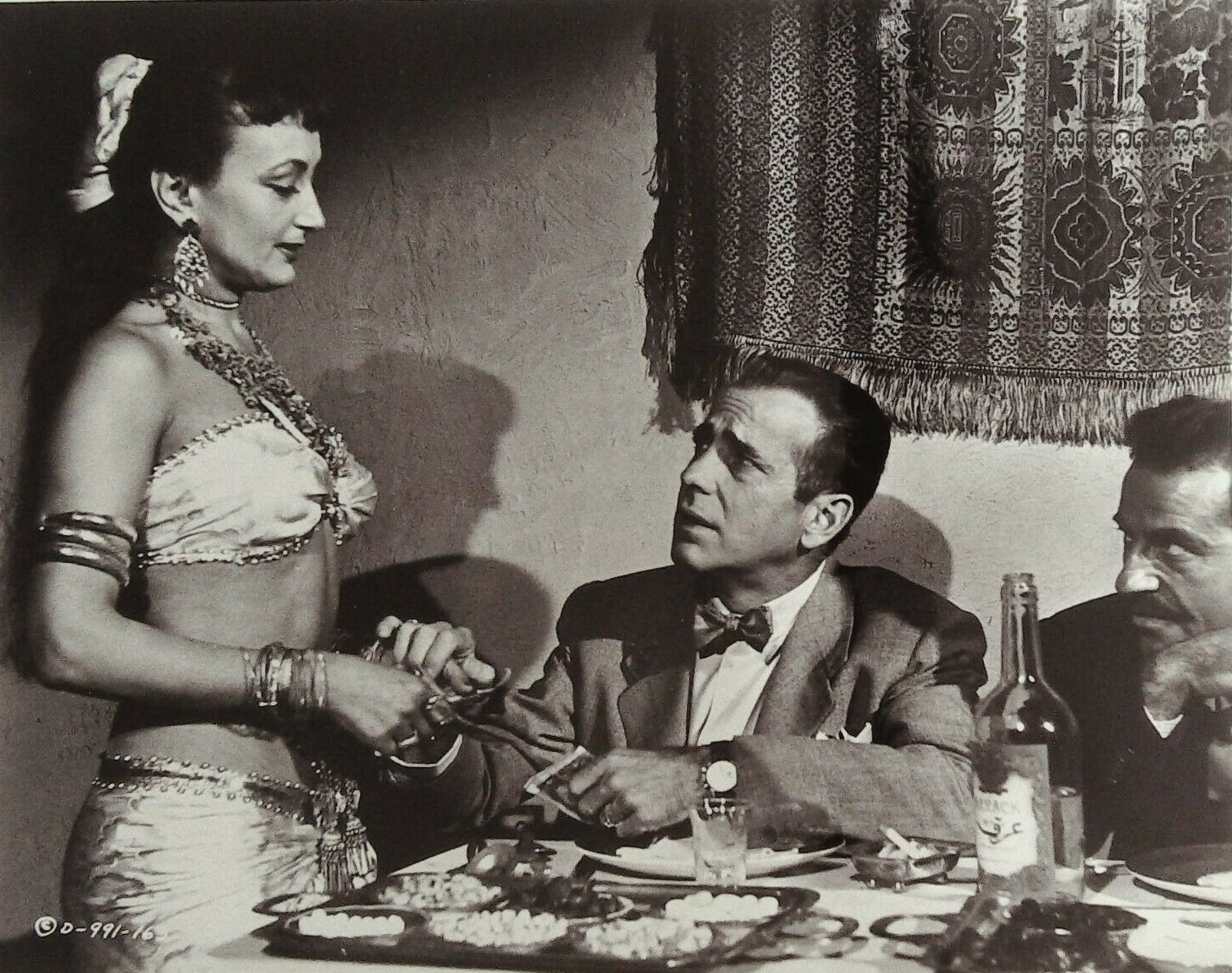
Märta Torén, Humphrey Bogart et Lee J. Cobb dans une scène du film.

- Ludwig Donath : le propriétaire de l'hôtel
- David Bond : Achmet

Acteurs et actrices non crédités
- John Bleifer (en)
- Dick Botiller (en)
- Peter Brocco
- Argentina Brunetti
- Jack Chefe
- Tris Coffin (en)
- Edward Colmans (it)
- Harry Cording
- Jeff Corey
- Harry Guardino
- John Halloran : un garde
- Peter Mamakos
- Merrill McCormick
- Lou Merrill (en)
- Carl Milletaire
- Jay Novello
- Peter Julien Ortiz
- Joe Palma (en)
- Leonard Penn : Rifat
- Julian Rivero (en)
- Ric Roman (en)
- Dan Seymour